# 下關站
下關站（日语：〔〕／ Shimonoseki eki */?）是位於日本山口縣下關市竹崎町屬於山陽本線的鐵路車站，山陽本線也以此站為分界，以北屬於西日本旅客鐵道，以南包含通過關門隧道的路段則屬於九州旅客鐵道，車站本身設施則屬於西日本旅客鐵道；此外山陰本線的列車在抵達終點站幡生車站後會繼續駛入本站，因此本站也成為實際上山陽本線和山陰本線的轉乘車站。在車站的南側，也有部分區域屬於日本貨物鐵道，因此同時也是貨物車站。
山陽新幹線雖然經過下關市市區，但並未使用本車站，而是利用位於下關市市區北側的新下關車站，在本站要轉乘新幹線除了往北搭乘約搭9分鐘至新下關站，也可以往南搭乘約15分鐘至小倉車站；由於所有新幹線列車皆會停靠小倉車站，因此市區內居民多是至小倉車站轉乘。
雖然屬於西日本旅客鐵道，但是西日本旅客鐵道所發行的智慧卡ICOCA目前的使用範圍僅到山口縣東部的岩國市以東，因此在本站往北屬於西日本旅客鐵道營運的區段無法使用智慧卡搭乘；但由於九州旅客鐵道的所發行的SUGOCA卡已適用於福岡縣以北的鐵路，因此在下關車站往南到九州的路段反而可以使用智慧卡搭乘，也因此在下關車站內由九州旅客鐵道設有SUGOCA的加值機。

## 历史
1901年山陽鐵道向西延伸至此，設立了馬關車站，車站名稱「馬關」為當時本地地名「赤間關」的簡稱，而在現今車站的位置另設有馬關港車站；最初車站的位置位於現今車站以東的細江町約800公尺處，在當時往返關門海峽兩岸的關門連絡船也開始營業，此車站成為轉乘前往九州的樞紐。隔年由於赤間關市更名為下關市，車站名稱亦隨之更改為下關車站。
1905年開設了下關前往朝鮮半島釜山的渡輪關釜連絡船，此後至二次大戰前，下關車站進一步成為日本本土前往朝鮮半島的轉運樞紐。
1906年隨著山陽鐵道被收歸為國有，下關車站亦成為國有的鐵路車站；1938年，由山陽電氣軌道所經營行駛於下關市市區內的鐵路自唐戶向西延伸至下關車站，不過山陽電氣軌道的路線在1969年已停止營運。
1942年隨著關門隧道的完成啟用，下關車站與原本的下關港車站合併，往西遷移至現在的位置，此後下關車站也失去客運轉乘的功能，改以下關港的貨物轉運功能為主。
1987年國鐵分割民營化後，隸屬西日本旅客鐵道。

## 車站構造

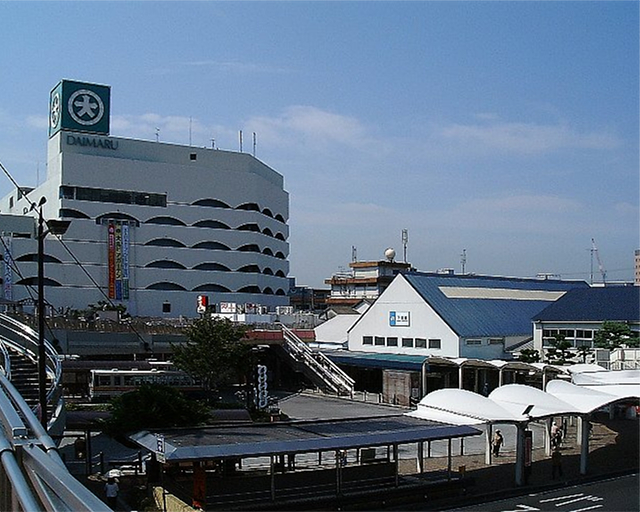
下關舊站舎（2002年8月22日拍攝）

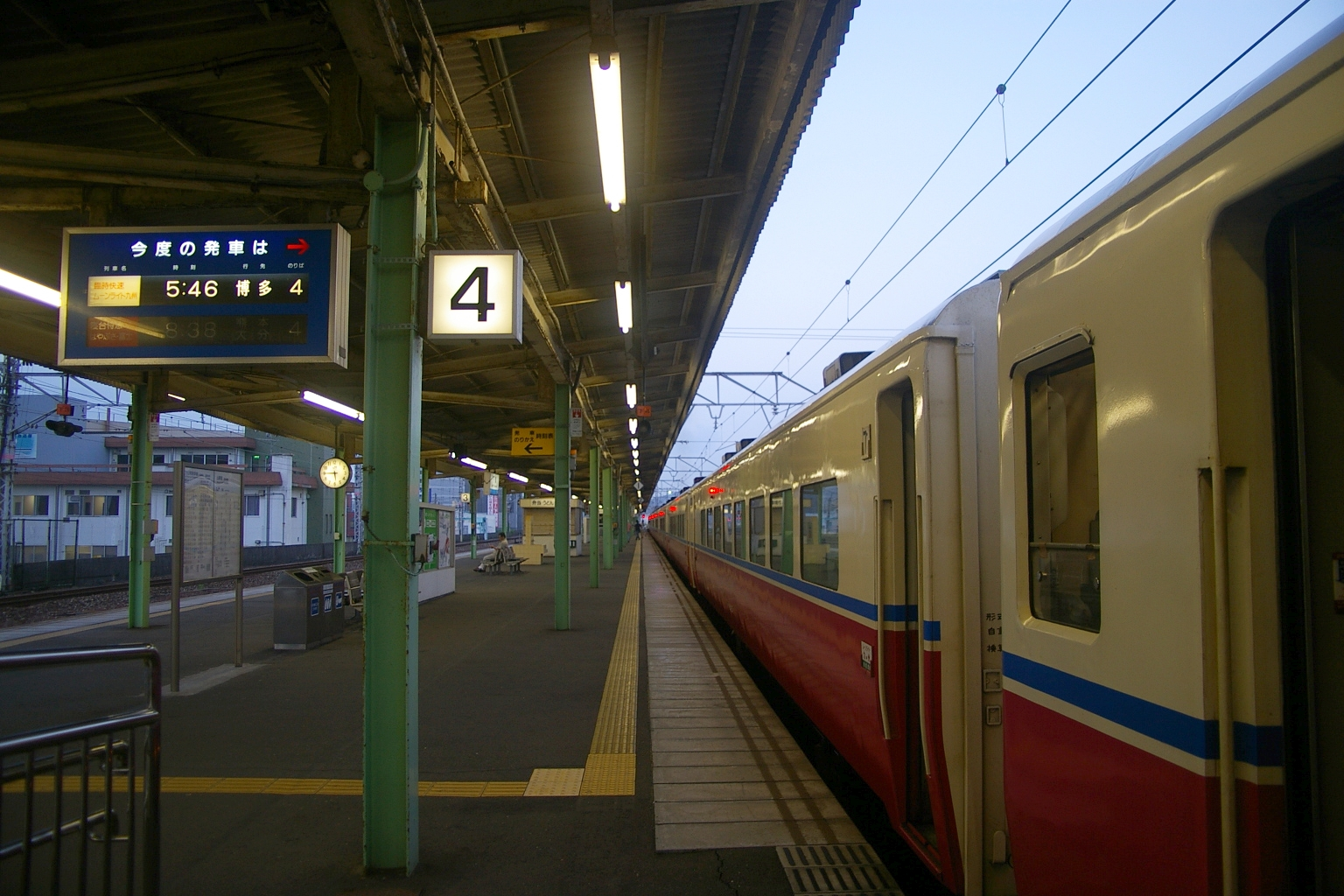
下關站内

高架車站，島式月台3面6線。月台與閘口全部有上行扶手電梯連接。

### 月台配置
| 月台 | 公司           | 路線      | 方向 | 目的地           | 備註               |
| ---- | -------------- | --------- | ---- | ---------------- | ------------------ |
| 3    | 西日本旅客鐵道 | ■山陰本線 | 下行 | 九州方向         | 終點列車的下車專用 |
| 4    | 西日本旅客鐵道 | 山陽本線  | 下行 | 九州方向         | 終點列車的下車專用 |
| 6    | 西日本旅客鐵道 | ■山陽本線 | 上行 | 新山口、防府方向 |                    |
| 7、8 | 西日本旅客鐵道 | ■山陽本線 | 上行 | 新山口、防府方向 | 只限早上一部分列車 |
| 7、8 | 九州旅客鐵道   | 山陽本線  | 下行 | 九州方向         |                    |
| 9    | 西日本旅客鐵道 | ■山陰本線 | 上行 | 小串、長門市方向 |                    |

東端的1號線是下行通過線，西端的10號線是上行通過線，與作為機回線的2、5號線皆不設月台。
除了下行列車不使用9號線、上行列車不使用3、4號線以外，發車月台沒有固定。

### 車站便當
。

## 车站周边交通
下关港的下關港國際客運站有兩條定期國際航班，包括每日1航次的關釜渡輪往返韓國釜山廣域市、每週2航次的蘇州下關渡輪往返中國江蘇省太倉市。
山電交通在下关站旁設有巴士总站，也有長途巴士可前往福冈机场、福冈、山口宇部机场。

## 相鄰車站
西日本旅客鐵道
■山陽本線、■山陰本線（山陰本線至幡生站為止為山陽本線）
幡生－下關
九州旅客鐵道
山陽本線
下關（JA53）－門司（JA52）

### 曾經存在的路線
鐵道省（國有鐵道）
山陽本線貨物支線
下關－（貨）下關港
山陽電氣軌道
長關線
茶山口－下關站
大和町線
下關站－站西口

## 外部連結
JR西日本（下關站）（页面存档备份，存于）